# Kinjo Hiroshi
Kinjō Hiroshi (* 1919 im alten Schlossbezirk von Shuri auf Okinawa; † 10. Oktober 2013) war Großmeister, Hanshi, 10. Dan, des Karate und Kobudo.
Im Jahre 1926 begann er mit dem Karate-Unterricht bei seinem Großvater Kanagushiku Okina. Anschließend wurde er von Oshiro Chojo (1888–1935) und Chomō Hanashiro (1869–1945) unterrichtet.
Chibana Choshin nannte Hiroshi ein „wandelndes Lexikon der Geschichte, Philosophie und Anwendung des Karate“. Ähnlich äußerte sich auch Richard Kim: „Nur wenige besitzen Kinjō Hiroshis enzyklopädisches Wissen“.
Von ihm entwickelte Kata
Shihozuki, Shihogeri.
- Shiho Zuki Ipponme 四方突き 一本目
- Shiho Zuki Nihonme 四方突き 二本目
- Shiho Zuki Sanbonme 四方突き 三本目
- Shiho Zuki Yonme 四方突き 四本目
- Shiho Zuki Gohonme 四方突き 五本目
- Shiho Zuki Ropponme 四方突き 六本目

Shiho Zuki (四方突き) ist eine Schlagtechnik in den Kampfkünsten, insbesondere im Karate. Der Begriff bedeutet „Vier-Richtungen-Stoß“ und bezieht sich auf die Technik, bei der in vier verschiedene Richtungen gestoßen wird. Die Übung wird oft genutzt, um die Präzision und Reaktionsfähigkeit des Karatekas zu verbessern, indem sie auf mehrere Angriffe oder Gegner aus verschiedenen Richtungen vorbereitet. Kinjo legt besonderen Wert auf Techniken, die sowohl eine starke Basis als auch schnelle Reaktionsfähigkeit fördern, und hat viele Schüler in der korrekten Ausführung solcher Bewegungen ausgebildet. Der Begriff „Shiho Zuki von Hiroshi Kinjo“ könnte sich auf seine spezifische Interpretation oder seine Lehre dieser Vier-Richtungen-Stoßtechnik im Rahmen des Shorin-Ryu-Karate-Stils beziehen und so seine besondere Herangehensweise an Karate zum Ausdruck bringen.

## DVD
- Kinjo Hiroshi: Yomigaeru Dento Karate, 2006 (jap.)

## Video
- Kinjo Hiroshi praktiziert Oyadomari no Patsai